# Aschistanthera cristanthera
Aschistanthera cristanthera är en tvåhjärtbladig växtart som beskrevs av Carlo Hansen. Aschistanthera cristanthera ingår i släktet Aschistanthera och familjen Melastomataceae. Inga underarter finns listade i Catalogue of Life.